# Звягин (фамилия)
Звя́гин — русская фамилия.
Происхождение фамилии связано с нецерковным именем Звяга, которое часто встречалось в XV—XVII веках. Например, известно про новгородского писца Звягу Софонова (1512 год), князя и боярина Семёна Васильевича Звягу Ростовского (1550 год), пермского недельщика Звягу Коротнёва (1607 год) и ряд других.
В древнерусском языке имя Звяга несло основное значение «пустая болтовня». В диалектах древнерусского языка оно могло приобретать следующие смыслы: «ссора», «ругань», «визг», «шум», «крик». По всей видимости имя Звяга могло быть присвоено плаксивому, шумному и крикливому ребёнку.
В разных говорах современного русского языка под словом «звяга» в нарицательном смысле нередко подразумевают «крикуна», «горлана», «назойливую личность», «ворчливого или брюзжащего человека», «визгливого ребёнка» или «плаксу», «собачий или лисий лай».